# Sylvester Terkay
Sylvester Terkay (ur. 4 grudnia 1970 w Washington) – amerykański wrestler, zawodnik MMA, K-1 oraz aktor.

## Kariera sportowa
W latach 2006–2007 był związany z amerykańską organizacją wrestlerską World Wrestling Entertainment (WWE). W 2003 roku zadebiutował w formule MMA walcząc na galach K-1. W ciągu trzech lat stoczył cztery pojedynki, trzy wygrał oraz jeden przegrał. W 2005 roku na sylwestrowej gali K-1 Dynamite 2005 zadebiutował w K-1. Przegrał wtedy z Holendrem Remy'm Bonjasky. Swoją drugą i jak dotąd ostatnią walkę w K-1 stoczył 29 kwietnia 2006 roku na gali K-1 World Grand Prix 2006 in Las Vegas którą przegrał z Koreańczykiem Choi Hong-manem